# Delaware City
Delaware City – miasto w Stanach Zjednoczonych, w stanie Delaware, w hrabstwie New Castle.